# Wiang Kum Kam

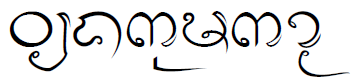
Wiang Kum Kam in Lan-Na-Schrift

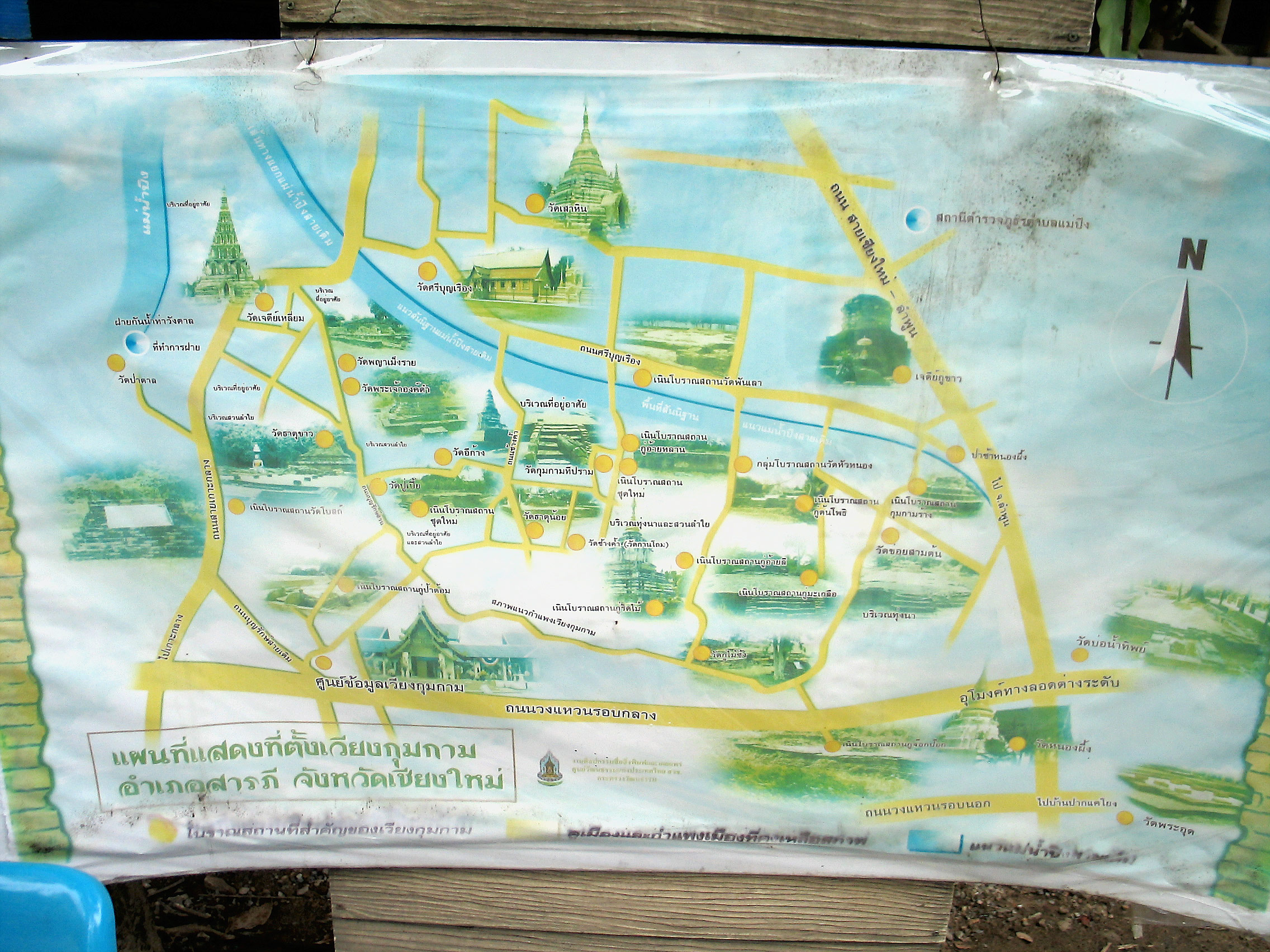
Übersichtskarte Wiang Kum Kam

Wiang Kum Kam (Thai: เวียงกุมกาม, etwa: befestigte königliche Residenz) ist eine restaurierte Siedlung am westlichen Ufer des Mae Nam Ping (Ping-Fluss), etwa fünf Kilometer südlich der heutigen Stadt Chiang Mai im Landkreis Saraphi, Provinz Chiang Mai, Nordthailand.

## Gründung
Nachdem König Mengrai im Jahr 1281 Hariphunchai (heute Lamphun), die Hauptstadt des Reiches der Mon, erobert hatte, hatte er seine Residenz für fünf Jahre in Lamphun. Im Jahr 1287 wollte er eine „Neue Stadt“ (Thai: เชียงใหม่, Chiang Mai) gründen und verlegte seinen Hof nordwärts in einen Bogen des Ping-Flusses, der so im Norden und im Osten eine natürliche Verteidigungslinie bot. Archäologische Ausgrabungen zeigen, dass er eine rechteckige, mit Palisaden befestigte Stadt (Wiang – เวียง) von der Größe 850 Meter × 1600 Meter errichtete. In dieser Befestigung baute er einen Markt, darum herum Wohnhäuser und Tempel, sowie einen „ausgedehnten königlichen Palast mit vielen Gebäuden“.
Als die militärische Anlage fertiggestellt war, kümmerte er sich um die religiösen Bedürfnissen seiner Bewohner. Er ließ einen Tempel (Wat) mit einer Chedi erbauen, die er nach dem Vorbild der Chedi Ku Khut des Wat Chamadevi in Lamphun gestaltete. Er nannte den Tempe „Wat Ku Kham“ (heute: Wat Chedi Liam). Zahlreiche weitere Tempel folgten bald.
Nach fünf Jahren in Wiang Kum Kam verlegte Mengrai seine Residenz erneut nicht weit entfernt nach Norden direkt südlich des heutigen Wat Chiang Man. Dort gründete er am 27. März 1292 die heutige Stadt Chiang Mai.
Etwa Anfang des 16. Jahrhunderts wurde Wiang Kum Kam von einer verheerenden Überschwemmung heimgesucht, die eine meterdicke Schicht Schlamm auf dem gesamten Gebiet hinterließ, welches dadurch unbewohnbar wurde. Zu jener Zeit änderte der Ping Fluss auch seinen Verlauf, er fließt heute westlich der alten Siedlung. Ein genaues Datum der Überschwemmung lässt sich nicht festlegen. Archäologen vermuten jedoch, dass sie sich in der Zeit zwischen 1558 und 1774 abgespielt haben muss. Allerdings wird in den Chroniken berichtet, dass im Jahr 1524/25 das Gebiet des heutigen Thapae-Tores überflutet wurde, und dass dabei viele Menschen ertranken. So mutmaßen einige Historiker, dies könnte möglicherweise das Ende von Wiang Kum Kam gewesen sein. Die alte Siedlung geriet daraufhin in Vergessenheit.

## Ausgrabungen
In den Jahren 1986 und 1987 führten Wissenschaftler der Universität Chiang Mai Untersuchungen in einem Gebiet zwischen der südlichen Umgehungsstraße von Chiang Mai (Landstraße 1141) und der Straße Chiang Mai-Lamphun (Landstraße 106) durch, um den Wahrheitsgehalt der „legendendären Stadt“ zu überprüfen. Sie konnten zunächst den Wat Chang Kam im Zentrum der historischen Siedlung restaurieren sowie Wat Chedi Lieam im Nordwesten. Mitte der 1990er Jahre ruhten die Arbeiten, aber seit 2001/2002 wurden inmitten einer modernen Wohnsiedlung nach und nach die Fundamente von etwa 30 Tempeln freigelegt.

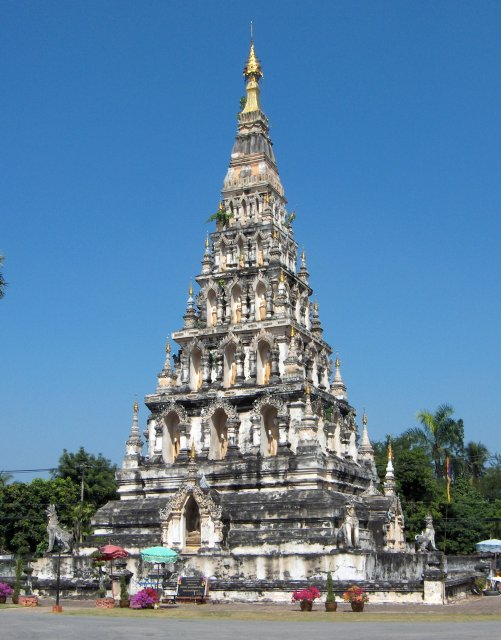
Wat Chedi Liam

## Sehenswürdigkeiten
- Wat Chedi Liam (Thai: วัดเจดีย์เหลี่ยม, auch: Wat Ku Kham วัดกู่คำ) – ein noch heute aktiver Tempel, der 1288 durch König Mengrai erbaut wurde. Bemerkenswert ist die stufenförmige Chedi im Dvaravati-Stil, mit einem quadratischen Fundament der Größe „acht Wah und ein Sok“[3] sowie mit einer Höhe von 22 Wah, mit Nischen auf allen vier Seiten, in denen sich stehende Buddha-Statuen befinden. Auf jeder Seite gibt es 15, insgesamt 60 Nischen – angeblich soll sich diese Zahl auf die 60 Ehefrauen von König Mengrai beziehen.[4] Die Chedi ist oben durch einen burmesischen Schirm („Hti“) gekrönt, die ihr wohl bei einer Restaurierung durch einen burmesischen Händler am Anfang des 20. Jahrhunderts aufgesetzt wurde.
- Wat Kan Thom (วัดกานโถม), auch: Wat Chang Kham (ช้างค้ำ) – ebenfalls heute aktiv, erbaut 1291 ebenfalls durch König Mengrai. Sehenswert die für Lan Na typische Chedi-Form: auf einem würfelförmigen Unterbau mit 12 Metern Kantenlänge, der auf einem mehrfach abgesetzten Sockel ruht, befindet sich eine Stupa in burmesischem Stil, die ebenfalls von einem „Hti“ gekrönt ist. Bei Ausgrabungen wurden hier viele kleine Votivtafeln aus Ton gefunden, auf denen Buddha-Figuren im Hariphunchai-Stil abgebildet und Schriftzeichen der Mon-Schrift bedeckt waren.
- Wat Pu Pia (วัดปู่เปี้ย) – lag vor der Freilegung unter zwei Metern Erde verborgen in einer Obstplantage. Er befindet sich direkt an der westlichen Stadtmauer und besteht aus einem Ubosot, einem Wihan, zu dem eine mit Naga-Köpfen verzierter Treppenaufgang führt, sowie einer Chedi. Der Name wurde dem Tempel von den Bewohnern der Umgebung verliehen, da sein Name in keinem historischen Dokument erwähnt wird.

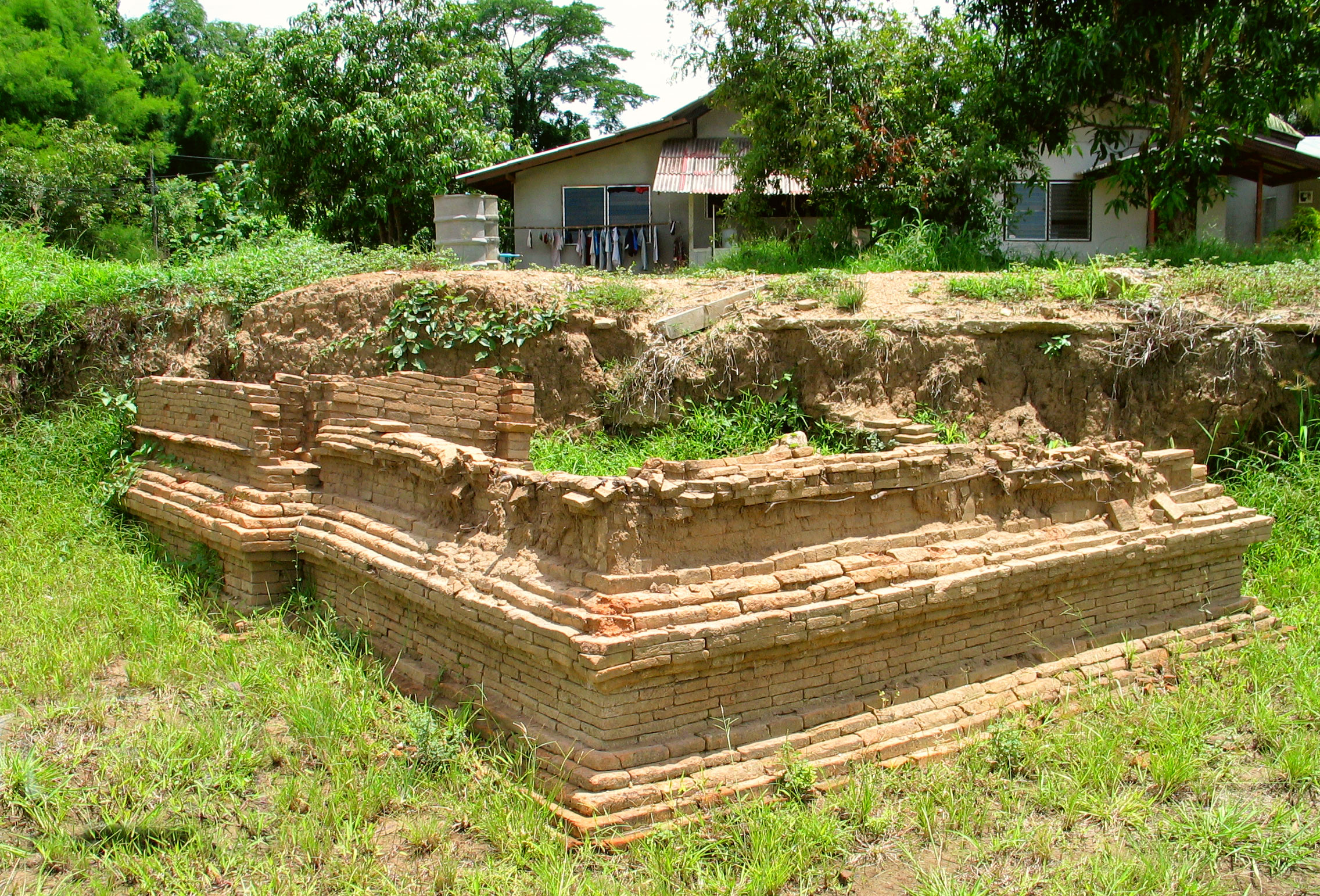
Ausgrabungen im Wohngebiet
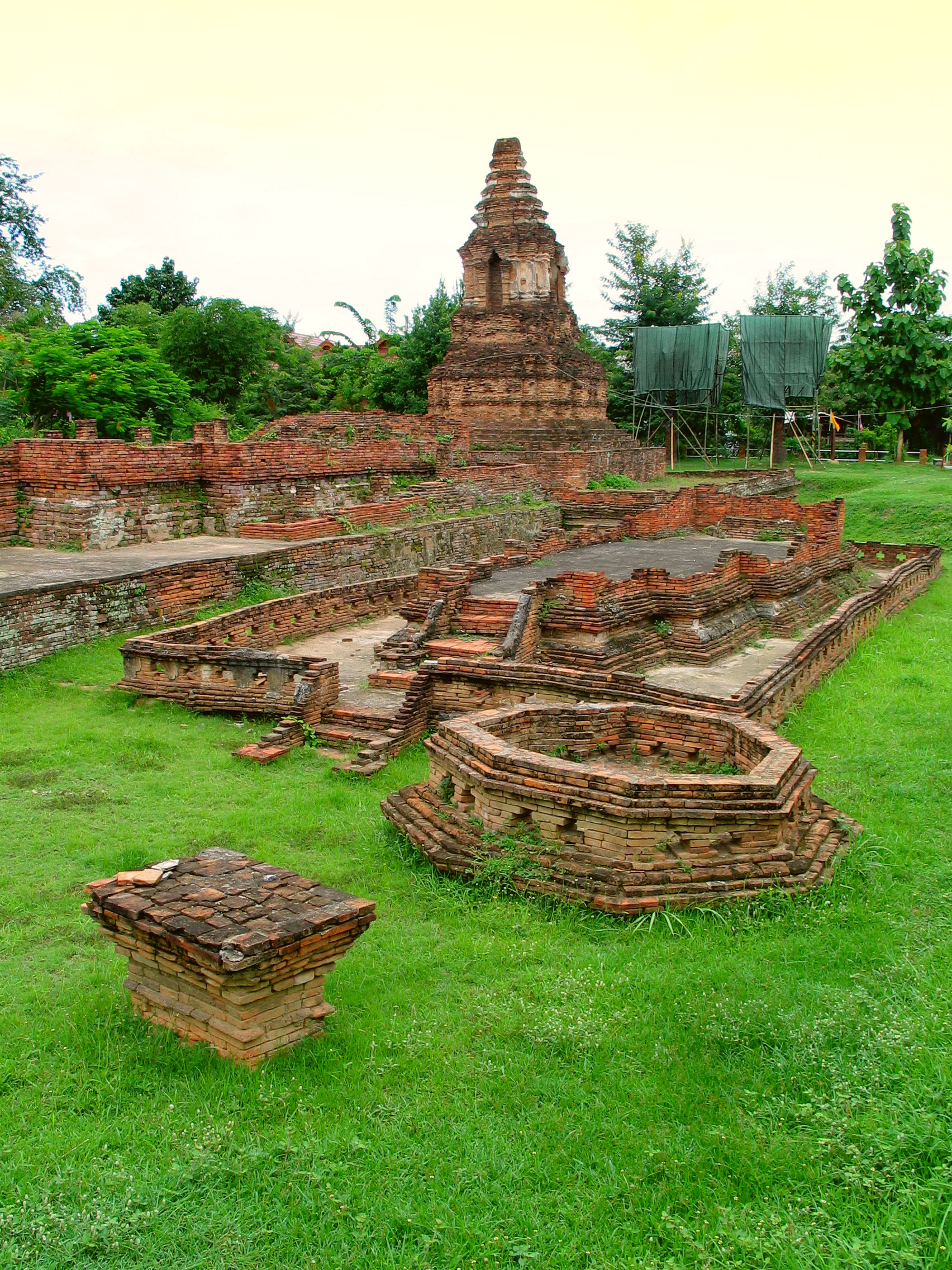
Wihan und Chedi des Wat Pu Pia
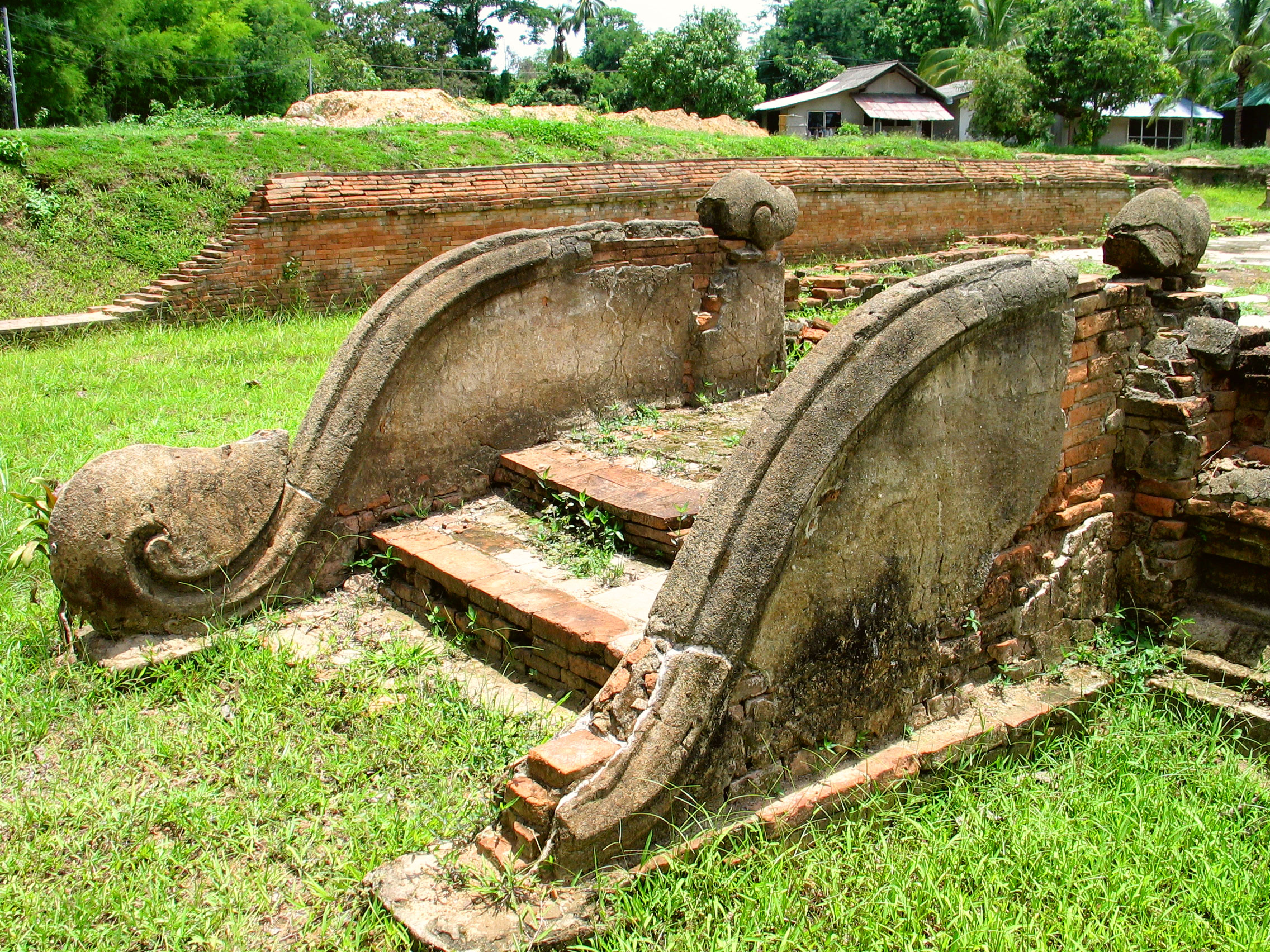
Treppe zum Wihan im Wat Ku Padom